# Gaillard de la Mothe
Gaillard de la Mothe (zm. 20 grudnia 1356 w Awinionie) − francuski kardynał.

## Życiorys
Pochodził z Bordeaux i był siostrzeńcem papieża Klemensa V, który nadał mu szereg beneficjów na terenie Anglii (m.in. archidiakonat Oksfordu w 1313). Nominację kardynalską uzyskał jednak dopiero od jego następcy Jana XXII na konsystorzu 18 grudnia 1316 roku, otrzymując wówczas tytuł kardynała diakona Santa Lucia in Silice. Za pontyfikatu Klemensa VI (1342–1352) był legatem papieskim do rozstrzygnięcia sporu między arcybiskupem Rawenny i wikariuszem Ferrary o jurysdykcję nad Argenta oraz członkiem trybunału do spraw oskarżeń wysuwanych przeciwko królowej Joannie I Neapolitańskiej. Archidiakon Ely od 1344 i przeor Ispignac w 1346. Uczestniczył w konklawe 1352 i jako protodiakon Św. Kolegium (od października 1346) koronował wybranego wówczas papieża Innocentego VI. Zmarł w Awinionie.